# Amerila invidua
Amerila invidua là một loài bướm đêm thuộc phân họ Arctiinae, họ Erebidae.